# Saizy
Saizy település Franciaországban, Nièvre megyében. Lakosainak száma 187 fő (2022. január 1.). Saizy Vignol, Ruages, Monceaux-le-Comte, Neuffontaines és Nuars községekkel határos.

## Népesség
A település népessége az elmúlt években az alábbi módon változott:
| Lakosok száma | 198  | 194  | 195  | 189  | 187  | 187  | 186  | 186  | 187  |
|               | 2013 | 2015 | 2016 | 2017 | 2018 | 2019 | 2020 | 2021 | 2022 |